# Karel II. Angleški
Karel II. (angleško Charles II, škotskogelsko Teàrlach II, irsko Séarlas II), kralj Anglije, Škotske in Irske, * 8. junij 1630, London, Kraljevina Anglija, † 16. februar 1685, London, Kraljevina Anglija.
Položaj kralja Škotske je zasedal med letoma 1649 in 1651, položaj kralja Anglije, Škotske in Irske pa od obnovitve monarhije do svoje smrti leta 1685.
Karel II. je bil najstarejši preživeli otrok Karla I. in Henrike Marije Francoske. Po usmrtitvi Karla I. v Whitehallu 30. januarja 1649, na vrhuncu angleške državljanske vojne, je škotski parlament 5. februarja 1649 razglasil Karla II. za kralja. V Angliji se je tedaj začelo obdobje angleškega medvladja z Angleške skupnosti z republikansko vlado, katero je vodil Oliver Cromwell. Cromwell je 3. septembra 1651 v bitki pri Worcesteru premagal Karla II., ki je pobegnil na evropsko celino. Cromwell je postal lord protektor Anglije, Škotske in Irske. Karel je naslednja leta preživel v izgnanstvu v Franciji, Nizozemski republiki ter Španski Nizozemski. Politična kriza po Cromwellovi smrti leta 1658 je povzročila obnovitev monarhije leta 1660, Karel pa je bil povabljen, da se vrne v Britanijo. Na svoj 30. rojstni dan, 29. maja 1660, je bil sprejet v Londonu, kjer je bil deležen javnega priznanja. Po letu 1660 so vsi pravni dokumenti, ki so navajali začetno leto vladavine, le-to navajali kot 1649, torej leto smrti njegovega očeta.
Karlov angleški parlament je sprejel Clarendonski zakonik, da bi utrdil položaj obnovljene angleške cerkve. Karel se je strinjal s temi novimi zakoni, čeprav je zagovarjal politiko verske strpnosti. Glavno zunanjepolitično vprašanje njegove zgodnje vladavine je bila druga angleško-nizozemska vojna. Leta 1670 je sklenil doversko pogodbo, zavezništvo s svojim bratrancem kraljem Ludvikom XIV. Francoskim. Ludvik mu je zagotovil pomoč v tretji angleško-nizozemski vojni in plačano subvencijo, Karel pa je obljubil, da se bo v nekoč v prihodnosti skrivoma spreobrnil v katolištvo. Karel je s svojim kraljevim razglasom o odpustku skušal vpeljati versko strpnost za katoliške in protestantske disidente, vendar ga je angleški parlament prisilil h umaknitvi razglasa. Leta 1679 je izmišljena papeška zarota Titusa Oatesa sprožila krizo izključevanja, ko je bilo razkrito, da je Karlov brat in domnevni dedič, Jakob, vojvoda Yorški, postal katoličan. Med krizo je prišlo do strank pro-izključevalnih Vigovcev in anti-izključevalnih Torijcev. Karel se je postavil na stran Torijcev in, po razkritju ryehousovke zarote o umoru Karla in Jakoba leta 1683 so bili nekateri vodilni vigovci usmrčeni ali prisiljeni v izgnanstvo. Karel je leta 1681 razpustil angleški parlament in vse do svoje smrti leta 1685 vladal povsem samostojno.
Kot pokrovitelj umetnosti in znanosti je bil Karel znan po svoji dostopnosti in prijaznosti, ter po tem, da je bil svojim podložnikom zlahka osebno dostopen. Pokazal je tudi skoraj neprebojno zadržanost, zlasti glede svojih političnih agend. Njegov dvor si je pridobilo sloves moralne popustljivosti. Karlov zakon s Katarino Braganško ni porodil živečih otrok, kralj pa je priznal vsaj 12 nezakonskih otrok z mnogimi ljubicami. Nasledil ga je njegov brat Jakob.

## Zgodnje življenje, državljanska vojna in izgnanstvo
Karel se je rodil 29. maja 1630 v palači St. James kot najstarejši preživeli sin Karla I., kralja Anglije, Škotske in Irske, in njegove žene Henrike Marije, sestre Ludvika XIII. Francoskega. Karel je bil njun drugi otrok (prvi otrok se je rodil leto prej vendar je še istega dne umrl). 27. junija ga je v kraljevi kapeli krstil William Laud, kasnejši Canterburyjski nadškof. V prvih letih življenja ga je nadzirala protestantka grofica Dorsetska. Njegova botra sta bila njegov stric po materini strani Ludvik XIII. in njegova babica po materini strani, Marija Medičejska, kraljica vdova Francije, ki sta bila oba katolika. Ob rojstvu je Karel samoumevno postal vojvoda Cornwallski in Rothesayski, hkrati pa tudi nosilec mnogih drugih nazivov. Na njegov osmi rojstni dan, oz. okoli le-tega, je bil imenovan za valižanskega princa, vendar ni bil nikoli formalno umeščen.
Avgusta 1642 je dolgo trajajoči spor med Karlom I. in angleškim parlamentom povzročil prvo angleško državljansko vojno. Oktobra sta bila princ Karel in njegov mlajši brat Jakob prisotna pri bitki pri Edgehillu in naslednji dve leti preživela nastanjena v rojalistični prestolnici Oxford. Januarja 1645 je Karel dobil lasten svet in postal naslovni vodja rojalističnih sil na jugo-zahodu države. Spomladi leta 1646 so večino območja okupirale parlamentarne sile in v izogib ujetništvu je Karel odšel v izgnanstvo. Iz Falmoutha je sprva krenil na Scilly, nato na Jersey in nazadnje v Francijo, kjer je njegova mati že živela pod zaščito njegovega bratranca, osemletnega Ludvika XIV.. Karel I. se je v ujetništvo predal maja 1646.
Med drugo angleško državljansko vojno leta 1648, se je Karel preselil v Haag, kjer je pri svoji sestri Mariji in svaku Viljemu II. Oranskemu obstajala večja možnost znatne pomoči rojalistom kot pri materinih francoskih vezah. Čeprav je del parlamentarnega ladjevja prebegnil, ni uspel pravočasno doseči Škotske, da bi se pridružil angažiranski vojski pod vodstvom vojvode Hamiltonskega preden jo je pri Prestonu premagala novo oblikovana vojska.
V Haagu je imel Karel kratko zvezo z Lucy Walter, ki je kasneje lažno trdila, da sta bila skrivno poročena. Njen sin, James Crofts (kasneje vojvoda Monmouthski in Buccleuchski), je bil eden izmed Karlovih mnogih nezakonskih otrok, ki so postali pomembni v britanski družbi. Kljub sinovim diplomatskim poskusom, da bi ga rešil, je bil Karel I. januarja 1649 usmrčen, Anglija pa je postala republika. 5. februarja je kovenantski škotski parlament pri edinburškem trškem križu razglasil Karla II. za »Kralja Velike Britanije, Francije in Irske«, vendar mu ni dovolil vstopa na Škotsko dokler ne bi privolil v vzpostavitev prezbiterijanstva kot državne vere v vseh treh kraljestvih.
Ko so se pogajanja s Škoti ustavila je Karel pooblastil lorda Montrosea, da pristane na Orkneyjskih otokih z majhno vojsko, da bi zagrozil Škotom z invazijo z upanjem, da bi izsilil ugodnejši sporazum. Montrose se je bal, da bi Karel pristal na kompromis, zaradi česar je vseeno napadel Škotsko. Pristal je v ujetništvu in bil usmrčen. Karel je nejevoljno obljubil, da bo vztrajal pri pogojih pogodbe, ki je bila sklenjena med njim in škotskim parlamentom v Bredi, ter da bo podpiral Slovesno ligo in konvent, ki je pooblastila prezbiterijansko cerkveno upravo po vsej Britaniji. Ob prihodu na Škotsko 23. junija 1650 je formalno odobril konvent; zaradi njegove opustitve škofijske cerkvene ureditve je, čeprav je na Škotskem pridobil podporo, postal nepriljubljen v Angliji. Karel sam je kmalu zasovražil »zlobo« in »hinavščino« kovenantov. Karel je na Škotskem dobil svoj dvor. Ohranil se je popis njegovih stroškov hrane in gospodinjstva v Falklandski palači in v Perthu.
Karlovo zavezništvo s Škoti je pripeljalo do angleško-škotske vojne med letoma 1650 in 1652. 3. septembra 1650 je kovenante pri Dunbarju porazila mnogo manjša vojska pod poveljstvom Oliverja Cromwella. Škoti so se razdelili na zmerne angažirance in na bolj radikalno Kirkovo stranko, ki so se celo med seboj bojevali. Razočaran nad to delitvijo je Karel odšel proti severu, da bi se oktobra pridružil angažirancem v dogodku, znanem kot "začetek", vendar so ga v dveh dneh člani Kirkove stranke ponovno našli. Kljub temu so Škoti ostali Karlovo največje upanje za obnovitev monarhije, 1. januarja 1651 pa je bil kronan za škotskega kralja v samostanu Scone. Ker so Cromwellove sile ogrožale Karlov položaj na Škotskem se je pripravljal napad na Anglijo, vendar je bila večina izkušenih vojakov Kirkova stranka izključila iz verskih razlogov, voditelji slednje, med njimi tudi lord Argyll, pa tudi sami niso želeli sodelovati v napadu. Opozicija večinoma škotski vojski je povzročila, da so se vojski med predorom proti jugu pridružili nekateri angleški rojalisti, napad pa se je končal s porazom v bitki pri Worcesterju 3. septembra 1651. Karlu je uspelo pobegniti in pristati v Normandiji čez šest tednov, 16. oktobra, čeprav je bila na njegovo glavo razpisana nagrada v višini 1000 funtov. Hkrati je bil vsakdo, ki je bil opažen, da mu je pomagal, v smrtni nevarnosti, Karla pa je bilo tudi težko prikriti, saj je v višino meril 1,8 m, kar je bilo za tedaj nenavadno visoko.
Pod vladnim inštrumentom, ki ga je sprejel parlament, je bil Cromwell leta 1653 imenovan za lorda protektorja Anglije, Škotske in Irske, s čimer je Britansko otočje dejansko podredil vojaški vladi. Karel je v Saint-Germain-en-Layu ob Parizu, živel mirno na podlagi donacij Ludvika XIV. v višini 600 liver na mesec. Karel ni mogel dobiti dovolj finančnih sredstev ali podpore, da bi resno ogrozil Cromwellovo vlado. Kljub družinskim vezam preko Henrike Marije in princese Oranske sta Francija in Nizozemska republika bili od leta 1654 naprej zaveznici Cromwellovelove vlade, s tem pa je bil Karel prisiljen zapustiti Francijo in se za pomoč obrniti proti Španiji, ki je tedaj vladala Južni Nizozemski.
Karel je leta 1656 s Španijo sklenil Bruseljsko pogodbo. S tem si je pridobil špansko podporo pri obnovitvi v zameno za Karlovo pomoč v vojni proti Franciji. Karel je iz svojih izgnanih podložnikov zbral razdrobljeno vojsko; ta majhna, premalo plačana, slabo opremljena in nedisciplinirana sila je tvorila jedro vojske po obnovitvi. Angleška republika je s Francijo leta 1657 sklenila Pariško pogodbo s čimer se ji je pridružila v vojni proti Španiji na Nizozemskem. Rojalisti in španske sile je vodil Karlov mlajši brat Jakob, vojvoda Yorški. V bitki pri Dunkerqu leta 1658 se je kot del večje španske sile Karlova vojska ok. 2000 mož spopadla z republikanskimi četami, ki so se borile s Francozi ob strani. Do konca bitke so Karlove sile štele ok. 1000 mož in ker je bil Dunkerque predan Angležem, je bila možnost rojalistične odprave v Anglijo uničena.

## Obnovitev monarhije
Po smrti Oliverja Cromwella leta 1658 so se prvotno Karlove možnosti za vrnitev na prestol zdele precej majhne; Cromwella je kot lord protektor nasledil njegov sin Richard. Novi lord protektor ni imel veliko izkušenj ne v vojaštvu in ne v civilni upravi. Leta 1659 je bil sklican okrnjeni parlament in Richard Cromwell je odstopil. Med civilnim in vojaškim nemirom, ki je sledil je bil guverner Škotske George Monck v skrbeh, da se bo država sprevrgla v anarhijo. Monck je s svojo vojsko vkorakal v London ter prisilil okrnjeni parlament, da je ponovno sprejel člane dolgega parlamenta, ki so bili izključeni decembra 1648 med Pridovo čistko. Parlament se je sam razpustil in prvič po skoraj 20 letih so bile generalne volitve. Odhajajoči parlament je opredelil volilne pogoje z namenom, da bi dosegel vrnitev prezbiterijanske večine.
Omejitve proti rojalističnim kandidatom in volivcem so bile obče ignorirane, volitve pa so sestavile lordski dom, ki je bil pravično porazdeljen politično med rojalisti in parlamentarci in versko med anglikanci in prezbiterijanci. Tako imenovani konvencijski parlament se je sestal 25. aprila 1660 in kmalu za tem pozdravil bredsko deklaracijo v kateri je Karel obljubil popustljivost in strpnost. Vladala bi svoboda vesti in politika anglikanske cerkve ne bi bila stroga. Ne bi izgnal preteklih sovražnikov niti jim ne bi zaplenil bogastva. Opravičeni bi bili skoraj vsi njegovi nasprotniki, z izjemo kraljemorcev. Predvsem pa je Karel obljubil, da bo vladal v sodelovanju s parlamentom. Angleški parlament se je odločil, da bo Karla razglasil za kralja in ga povabil k vrnitvi, vest o tem pa je Karel prejel v Bredi 8. maja 1660. Na Irskem je bila prej istega leta sklicana konvencija in je o Karlu že odločila. 14. maja je bil v Dublinu razglašen za kralja.
Karel se je iz Scheveningena odpravil proti Angliji, 25. maja 1860 dosegel Dover in v London prispel 29. maja, na svoj 30. rojstni dan. Čeprav sta Karel in parlament z aktom o odškodnini in pozabi podelila oprostitev skoraj vsem Cromwellovim podpornikom je bilo 50 ljudi namenoma izključenih. Nazadnje je bilo devet izmed kraljemorcev z obešeni, vlečeni in razčetverjeni, medtem ko so drugi prejeli doživljenjsko zaporno kazen ali so bili doživljenjsko izključeni iz službe. Trupla Oliverja Cromwella, Henryja Iretona in Johna Bradshawa so bila žrtve posmrtnega obglavljenja.
Angleški parlament je Karlu podelil letni dohodek za vodenje vlade v višini 1,2 milijona funtov, ki je bil večinoma ustvarjen iz carin in trošarin. Vendar se je izkazalo, da donacija za večino Karlove vladavine ni bila zadostna. Dejanski prihodki so bili večinoma precej nižji, kar je vodilo do poskusov varčevanja na dvoru z zmanjšanjem velikosti in stroškov kraljevega gospodinjstva ter zbiranjem denarja z nepriljubljenimi novostmi, kot je davek na ognjišče.
V drugi polovici leta 1660 je Karlovo veselje ob obnovitvi omilila smrt njegovega brata Henrika in Marije za črnimi kozami. Istočasno je Anne Hyde, hči lorda kanclerja Edwarda Hyda, razkrila, da je bila noseča s Karlovim bratom Jakobom, s katerim se je skrivno poročila. Edward Hyde, ki ni vedel ne za poroko, ne za nosečnost, je postal grof Clarendonski njegovo mesto Karlovega najljubšega ministra pa se je okrepilo.

### Clarendonov zakonik
Konvencijski parlament je bil razpuščen decembra 1660, kmalu po Karlovem kronanju pa se je sestal drugi parlament v vladavini. Imenovan tudi kavalirski parlament je bil izredno rojalističen in anglikanski. Želel se je odvrniti nekonformnost anglikanski cerkvi, sprejel pa je tudi mnoge akte s katerimi bi zaščitil anglikansko prevlado. Kroporacijski akt je od vseh občinskih funkcionarjev prisego zvestobo; Akt o uniformiteti je uporabo Skupnega molitvenika iz leta 1662 napravil za obvezno; Akt o konventiklu je prepovedal verska združevanja več kot pet ljudi, razen, če je bilo pod pokroviteljstvom anglikanske cerkve; Akt petih milj 1665 je prepovedal izgnani nekonformni duhovščini približevanje župnijam iz katerih je bila izgnana na pet milj. Akta o konventiklu in petih miljah sta ostala v veljavi do konca Karlove vladavine. Akti so postali znani kot Clarendonov zakonik, po lordu Clarendonu, čeprav slednji zanje ni bil neposredno odgovoren in je bil sam celo proti aktu o petih miljah.
Obnovitev je spremljala tudi družbena sprememba. Puritanstvo je izgubilo svoj zagon. Gledališča, ki so bila zaprta v obdobju protektorstva Oliverja Cromwella, so se ponovno odprla, prostaška Restavracijska komedija je postala prepoznaven žanr. Gledališke licence, ki jih je podeljeval Karel, so zahtevale, da ženske vloge igrajo "njihove naravne igralke" in ne moški igralci, kot je bilo v navadi pred tem. Restavratorska literatura je slavila oz. se odzivala na obnovljeni dvor, na katerem so bili tudi libertinci, kot je bil lord Rochester. O Karlu II. naj bi Rochester rekel:
Imamo kralja lepega, duhovitega,

nihče se ne zanaša na besedo njega,

nikoli ni rekel česa neumnega,

in nikoli storil česa modrega.
Karel naj bi na izjavo odgovoril, da je "stvar preprosto razložiti: saj je bil govor njegov lasten, dejanja pa so bila dejanja ministrstva".

### Velika kuga in veliki požar
Leta 1665, je izbruhnila velika londonska kuga, ki je septembra dosegla vrhunec z do 7000 smrtmi na teden. Karel je z družino julija zapustil London in se nastanil v Salisburyju; parlament se je sestal v Oxfordu. Primeri kuge so se zmanjšali pozimi, februarja 1666 pa se je Karel vrnil v London.
Po dolgem obdobju vročega in suhega vremena sredi leta 1666 se je na Pudding Lanu 2. septembra 1666 začel veliki londonski požar. Ogenj, katerega so razpihovali močni vetrovi in krepil les, pripravljen za zimo, je uničil okoli 13.200 hiš in 87 cerkva, med drugimi tudi stolnico sv. Pavla. Karel in njegov brat Jakob sta se pridružila gašenju ter ga vodila. Javnost je za požar okrivila katoliške zarotnike.

## Zunanja politika in zakonska zveza
Od leta 1640 dalje je bila Portugalska v vojni s Španijo, da bi po 60 letih dinastične unije med državama obnovila neodvisnost. Portugalski je pomagala Francija, ki pa je po Pirenejski pogodbi leta 1659 odstopila od zavezništva. Pogajanja s Portugalsko glede poroke med Karlom in Katarino Braganško so se začela že med vladavino njegovega očeta. Po obnovitvi je portugalska kraljica Luiza, ki je vladala kot regentka, je nadaljevala s pogajanjem z Anglijo, ki so se končala z zavezništvom. 23. junija 1661 je bila podpisana poročna pogodba; Anglija je prejela Katarinino doto, ki je vključevala pristanišče Tangier v severni Afriki, sedem Bombajskih otokov v Indiji (imeli so pomembno vlogo v krepitvi Britanskega imperija), vredne tržne privilegije v Braziliji in Zahodni Indiji, versko in komercialno svobodo na Portugalskem ter dva milijona portugalskih kron (tedaj vredno 300.000 funtov). Portugalska je prejela vojaško in pomorsko pomoč proti Španiji in svobodo veroizpovedi za Katarino. Katarina je iz Portugalske v Portsmouth plula s 13. na 14. maj 1662, vendar je tam Karel vse do 20. maja ni obiskal. Nasledni dan je v Portsmouthu par sklenil zakonsko zvezo v dveh obredih - katoliškem, ki je potekal na skrivaj, nato pa še v anglikanskem, ki je potekal javno.
Istega leta je Karel z nepriljubljeno potezo za 375.000 funtov prodal Dunkerque francoskemu kralju Ludviku XIV. Kanalsko pristanišče je, čeprav je bilo strateško pomembna postojanka, predstavljalo breme za Karlove omejene finance, saj je zakladnico stalo 321.000 funtov na leto.
Pred obnovitvijo monarhije je navigacijska listina iz leta 1650 škodovala nizozemski trgovini, saj je angleškim ladjam dajala monopol in sprožila prvo angleško-nizozemsko vojno (1652 - 1654). Da bi postavili temelje za nov začetek, so se novembra 1660 pojavili odposlanci generalnih stanov z nizozemskim darilom. Drugo angleško-nizozemsko vojno (1665 - 1667) je povzročilo angleško vmešavanje v afriške in severnoameriške posesti Nizozemske. Konflikt se je za Angleže začel dobro, z osvojitvijo Novega Amsterdama (na čast Karlovega brata Jakoba, vojvode Yorškega preimenovan v New York (Novi York)) in zmago v bitki pri Lowestoftu, leta 1667 pa so Nizozemci izvedli nenaden napad (Napad na Medway), ko so po Temzi pripluli do mesta, kjer je bila zasidrana večina angleškega ladjevja. Potopljene so bile vse ladje z izjemo vodilne, Royal Charles, ki je bila odpeljana nazaj na Nizozemsko kot nagrado. Druga angleško-nizozemska vojna se je končala s podpisom bredske pogodbe.
Kot posledico druge angleško-nizizemske vojne je Karel odpustil lorda Clarendona, katerega je uporabil kot grešnega kozla za vojno. Clarendon je po obtožbi veleizdaje (ki je bila kaznovana s smrtjo) pobegnil v Francijo. Moč je prejelo pet oseb, kolektivno znanih po muhasti kratici kot Cabal—baron Clifford, grof Arlingtonski, vojvoda Buckinghamski, baron Ashley (kasneje grof Shaftesburyjski) ter vojvoda Lauderdaleski. Pravzaprav je Cabal le redko deloval usklajeno, dvor pa je bil pogosto razdeljen med dve frakciji, ki sta ju vodila Arlington in Buckingham, pri čemer je bil Arlington uspešnejši.
Leta 1668 je Anglija sklenila zavezništvo s Švedsko in nekdanjo sovražnico Nizozemsko, da bi tako kljubovala Ludviku XIV. v devolucijski vojni. Ludvik je s trojno zvezo sklenil mir, vendar je še naprej izvajal agresivna dejanja proti Nizozemski. Leta 1670 je Karel med iskanjem rešitve finančnih težav privolil v doversko pogodbo, po kateri mu je Ludvik moral vsako leto plačati vsoto 160.000 funtov. V zameno je Karel privolil, da bo Ludvika oskrbel z vojsko in, da bo napovedal svoje spreobrnenje v katolištvo "takoj ko bo blaginja njegovega kraljestva dopuščala". Ludvik bi mu tedaj moral priskrbeti 6000 čet, da bi zatrl tiste, ki bi spreobrnitvi nasprotovali. Karel si je prizadeval zagotoviti, da bi pogodba – zlasti klavzula o spreobrnitvi – ostala tajna. Ni jasno, ali se je Karel kdaj resno nameraval spreobrniti.
Med tem je s petimi listinami Karel vzhodnoindijski družbi podelil do avtonomnega upravljanja njenih ozemeljskih pridobitev, kovanja denarja, poveljevanja trdnjavam in četam, sklepanja zavezništev, sklepanja vojne in miru ter izvajanja civilne in kazenske jurisdikcije nad njenimi posestmi v Indiji. Prej v letu 1668 je družbi dal v najem Bombajske otoke za nominalni znesek 10 funtov, plačanih v zlatu. Vzdrževanje portugalskih ozemlj, ki jih je s svojo doto pridobila Katarina, se je izkazalo za predrago; Tanger je bil leta 1684 zapuščen. Leta 1670 je Karel s kraljevo listino podelil nadzor nad celotnim porečjem Hudsonovega zaliva Družbi Hudsonovega zaliva in ozemlje poimenoval Rupert's Land (Rupertova dežela), po svojem bratrancu, princu Rupertu Renskemu, prvem guvernerju družbe.

## Spor s parlamentom
Čeprav je bil kavalirski parlament prej naklonjen kroni, so ga v sedemdesetih letih 17. stoletja odtujile kraljeve vojne in verska politika. Leta 1672 je Karel izdal kraljevi odlok o odpustku v katerem je domnevno začasno ukinil vse kazenske zakone proti katolikom in drugim verskim disidentom. Istega leta je odkrito podprl katoliško Francijo in začel tretjo angleško-nizozemsko vojno.
Kavalirski parlament je nasprotoval Deklaraciji o odpustku iz ustavnih razlogov, češ da kralj nima pravice samovoljno začasno ukiniti zakonov, ki jih je sprejel parlament. Karel je Deklaracijo umaknil in se strinjal tudi z aktom o prisegi, ki je od javnih uslužbencev ne le zahteval, da prejmejo zakrament v oblikah, ki jih predpisuje Anglikanska cerkev, ampak jih je kasneje tudi prisilil, da obsodijo transsubstanciacijo in katoliško mašo kot "vraževerje in malikovanje". Clifford, ki se je spreobrnil v katolicizem, je namesto prisege odstopil in kmalu zatem umrl, verjetno zaradi samomora. Do leta 1674 Anglija od angleško-nizozemske vojne ni imela nobene koristi, kavalirski parlament pa je zavrnil zagotovitev nadaljnjih sredstev, zaradi česar je Karla prisilil k sklenitvi miru. Moč kriminalne Cabale je padla, moč Cliffordovega naslednika lorda Danbyja pa je narasla.
Kraljica Katarina ni mogla imeti dediča; njene štiri nosečnosti leta 1662, februarja 1666, maja 1668, in junija 1669 so se končale s spontanim splavom in mrtvorojenostjo. Karlov presumptivni naslednik je bil potemtakem njegov nepriljubljeni katoliški brat Jakob, vojvoda Yorški. Delno zato, da bi pomiril javne strahove, da je kraljeva družina preveč katoliška, se je Karel strinjal, da se Jakobova hči Marija poroči s protestantom Viljemom Oranskim. Leta 1678 je Titus Oates, ki je bil izmenično anglikanski in jezuitski duhovnik Jesuit, lažno opozoril o "papeški zaroti" atentata na kralja ter celo kraljico obtožil sokrivde. Karel ni verjel obtožbam, vendar je svojemu glavnemu ministru lordu Danbyju naročil, naj razišče zadevo. Čeprav se zdi, da je bil Danby upravičeno skeptičen do Oatesovih trditev, jih je kavalirski parlament vzel resno. Ljudje so bili zajeti v protikatoliški histeriji; Sodniki in porote po vsej državi so obsodili domnevne zarotnike; številni nedolžni posamezniki so bili usmrčeni.
Kasneje leta 1678 je spodnji dom parlamenta Danbyja obtožil veleizdaje. Čeprav si je velik del naroda prizadeval za vojno s katoliško Francijo, se je Karel na skrivaj pogajal z Ludvikom XIV. in poskušal doseči sporazum, po katerem bi Anglija ostala nevtralna v zameno za denar. Danby je javno izjavil, da je sovražen do Francije, vendar se je zadržano strinjal, da bo spoštoval Karlove želje. Spodnji dom parlamenta ga ni imel za nejevoljnega udeleženca v škandalu, temveč je verjel, da je avtor te politike. Da bi Danbyja rešil pred postopkom obtožbe, je Karel januarja 1679 razpustil kavalirski parlament.
Novi angleški parlament, ki se je sestal marca istega leta je bil do Karla precej sovražen. Mnoge člane je skrbelo, da ima namen uporabiti stalno vojsko za zatiranje nestrinjanja ali vpeljevanje katolištva. Ker pa je parlament izglasoval premalo sredstev, je bil Karel prisiljen postopoma razpustiti svoje čete. Z izgubo podpore parlamenta je Danby odstopil s položaja lorda velikega zakladnika, vendar je od kralja prejel pomilostitev. V nasprotju s kraljevo voljo je spodnji dom parlamenta razglasil, da razpustitev parlamenta ne prekine postopka ustavne obtožbe in da je zato pomilostitev neveljavna. Ko je lordski dom poskušal naložiti kazen izgnanstva – ki se je spodnjemu domu parlamenta zdela preblaga – se je postopek ustavne obtožbe med domovoma ustavil. Kot je moral med svojim vladanjem že večkrat storiti, se je Karel uklonil željam svojih nasprotnikov in Danbyja poslal v Londonski Tower, kjer je bil zaprt še pet let.

## Znanost
V zgodnjem obdobju Karlovega otroštva je bil guverner kraljevega gospodinjstva William Cavendish, grof Newcastleski medtem, ko je bil njegov tutor stolni dekan Christ Churcha Brian Duppa. Nobeden od omenjenih mož ni menil, da je študija znanstvenih predmetov primerna za bodočega kralja, Newcastle pa je celo nasprotoval temu, da bi se kateremu izmed teh predmetov posvetil bolj resno. s Karlovim odraščanjem je bil za tutorja imenovan kirurg William Harvey. Znan je bil po svojem delu o kroženju krvi v človeškem telesu in je že zasedal položaj zdravnika Karla I.; njegove študije so vplivale na Karlov odnos do znanosti. Kot glavni kraljevi zdravnik je Harvey Karla I. spremljal v bitko pri Edgehillu in čeprav so nekatere podrobnosti nejasne je zjutraj imel na čelu princa Karla in vojvodo Yorškega, toda fanta sta se že vrnila s kraljem, ko se je začela bitka. Pozneje sta, ker je očeta skrbela njuna varnost, princa zapustila bojišče v spremstvu sira W. Howarda in njegovih subvencionarjev.
V izgnanstvu v Franciji je Karel nadaljeval izobraževanje, ki je vsebovalo tudi fiziko, kemijo in matematiko. Med njegovimi tutorji sta bila klerik John Earle, znan po svoji satirični knjigi Microcosmographie, s katerim je študiral latinščino in grščino, in Thomas Hobbes, filozof in avtor Leviathana, s katerim je študiral matematiko. V Franciji je Karel pomagal prijatelju iz otroštva, grofu Buckinghamskemu, pri poskusih v kemiji in alkimiji, pri kateri je bil grof prepričan, da je blizu odkritja kamna modrosti. Čeprav so nekatere Karlove študije v tujini pripomogle h krajšanju časa je bil ob vrnitvi v Anglijo izobražen v matematiki navigacije ter je bil tudi sposoben kemik. Zaradi znanja o pomorski arhitekturi je lahko sodeloval v tehničnih razpravah s Samuelom Pepysom, Williamom Pettyjem in Johnom Evelynom.
Karla so zanimali tudi novi koncepti in odkritja tistega časa, ne samo v znanosti in medicini, vendar tudi na področjih botanike in vrtnarstva. Francoski popotnik Sorbier, ki je obiskal angleški dvor, je bil osupel nad kraljevim širokim znanjem. Kralj se je svobodno prepuščal svojim številnim interesom, vključno z astronomijo, ki ga je navdušila med obiskom Gresham Collegea oktobra 1660, ko se je tam mudil, da bi si ogledal teleskope astronoma sira Paula Neileja. Karel je bil nad videnim tako navdušen, da si je omislil lasten 10-metrski teleskop, katerega je namestil v Privy Garden v Whitehallu. Povabil je prijatelje in znance, da bi si ogledali nebo skozi novi teleskop, in tako maja 1661 Evelyn opisuje svoj obisk vrta z več drugimi znanstveniki, da bi si ogledali Saturnove obroče. Karel je imel v Whitehallu tudi svoj laboratorij z lahkim dostopom do spalnice.
Karel je že od začetka svoje vladavine imenoval strokovnjake, ki so mu pomagali pri njegovih znanstvenih prizadevanjih. Med drugimi so bili to Timothy Clarke, slavni anatom, ki je za kralja opravil nekaj seciranj; Robert Morison kot glavni botanik (Karel je imel lasten botanični vert); Edmund Dickinson, kemik in alkimist, ki je bil zadolžen za izvajanje poskusov v kraljevem laboratoriju; Sir Thomas Williams, ki je bil spreten pri mešanju in izumljanju zdravil, od katerih so bila nekatera pripravljena v kraljevi prisotnosti; in Nicasius le Febure (ali Nicolas LeFevre), ki je bil v Anglijo povabljen kot kraljevi profesor kemije in lekarnar kraljevega gospodinstva. Evelyn je s kraljem obiskal svoj laboratorij.
Poleg mnogih drugih interesov so kralja zanimali tudi urni mehanizmi zaradi česar jih je namestil vsepovsod po Whitehallu, sedem od teh le v svoji spalnici. Robert Bruce (kasneje grof Ailesburyjski), dvorjan spalnice se je, kadar je bil blizu kralja, pritoževal, da neneheno rožljanje ur moti njegov spanec. Poleg tega je Karel dal v Privy Garden namestiti sončno uro, po kateri bi ravnal svojo žepno uro. (Kralj je nekaj časa osebno spremljal delovanje najnovejše vzmetne ure, ki mu jo je podaril Robert Hooke)
Leta 1662 je Karel z veseljem podelil kraljevo listino skupini znanstvenikov in drugih, ki so leta 1660 ustanovili formalno društvo, da bi znanosti zagotovili bolj akademski in učen pristop ter izvajali poskuse v fiziki in matematiki. Sir Robert Moray, član Karlovega dvora, je imel pomembno vlogo pri doseganju tega izida in postal je prvi predsednik tega nove Kraljeve družbe. Skozi leta je bil Moray pomemben posrednik med Karlom in družbo, njegov ugled pri kralju pa je bil tako visok, da je dobil dostop do kraljevega laboratorija, da bi tam izvajal lastne poskuse.
Karel se osebno ni udeležil nobenega izmed srečanj družbe, vendar je bil s člani družbe, posebno z Morayjem, na tekočem z njenimi aktivnostmi. Poleg tega mu je Robert Boyle omogočil zaseben ogled  Boyle-Hookove zračne tlačilke, ki je bila uporabljena na mnogih sredinih srečanjih. Kljub vsemu je imel Karel raje eksperimente, ki so imeli takojšen praktičen izid in se je celo smejal poskusom članov družbe, da bi "stehtali zrak". Zdelo se je, da ni mogel dojeti pomena osnovnih fizikalnih zakonov, ki so bili takrat vzpostavljeni, vključno z Boylovim in Hookovim zakonom ter konceptom atmosferskega tlaka in barometra ter pomena zraka za podporo življenja.
Čeprav je Karel izgubil zanimanje za dejavnosti Kraljeve družbe, je še naprej podpiral znanstvena in komercialna prizadevanja. Leta 1673 je v Christ's Hospitalu ustanovil matematično šolo, dve leti kasneje pa je po francoskih napredkih v astronomiji ustanovil, following concerns over French advances in astronomy, he founded the kraljevi observatorij v Greenwichu. Še naprej ga je zanimala kemija in je redno obiskoval svoj zasebni laboratorij, kjer je občasno opravljal seciranje. Pepys je v svojem dnevniku opomnil, da je 15. februarja 1669 zjutraj, med hojo proti Whitehallu srečal kralja, ki ga je povabil v laboratorij. Pepys je priznal, da je to, kar je tam videl, preseglo njegove meje.
Karel je v poznejših letih razvil boleč protin, ki je omejeval dnevne sprehode, ki jih je redno opravljal v mlajših letih. Njegova vnema je bila zdaj usmerjena v laboratorij, kjer se je ure in ure posvečal svojim poskusom. pri katerih mu je včasih pomagal Moray. Karla je še posebej zanimala alkimija, s katero se je prvič srečal mnogo let prej med izgnanstvom pri vojvodu Buckinghamskemu. Karel je nadaljeval s poskusi z živim srebrom in cele dopoldneve je poskušal destilirati živo srebro. Segrevanje živega srebra v odprtem lončku sprošča živosrebrne hlape, ki so strupeni in so morda prispevali k njegovemu kasnejšemu slabemu zdravju.

## Mornarica
Karel se je zelo zanimal za področje mornarice. Redno se je udeleževal sestankov admiralitetnega odbora in je tako bil med januarjem 1674 in aprilom 1679 najpogostejši udeleženec. Karel je podpisal vse poverilnice kapitanov in poročnikov, njegov podpis pa je bil npr. na nalogu za Thomasa Shisha za glavnega ladjedelnika v Sheernessu, pri čemer se je Karel šest mesecev pozneje dokončno odločil, da bo Shisha imenoval na isti položaj v ladjedelnici Woolwich. Prisoten je bil pri večini pomembnih in številnih manjših splavitev ladij. Ker je o vseh imenih ladij brez domnevnega posredovanja kogar koli drugega odločal Karel, je ime nove ladje običajno na slovesnost prispelo le v kraljevi glavi.
Karel se je naučil jadrati, ko je pobegnil po rojalističnem porazu v državljanski vojni. Med tem, ko se je v izgnanstvu nahajal leta 1646 v Jerseyju so mu za zabavo priskrbeli pinaso. Redno je prevzemal krmilo in bil pod vodstvom rojalističnih mornariških častnikov, ki so prav tako zapustili Anglijo. Po obnovitvi je Karel imel mnogo kraljevih jaht, katere je pogosto uporabljal.

## Pozna leta
Karel se je zaradi svojega brata Jakoba, katoličana, ki bi bil naslednji v vrsti za prestol, soočal s političnim viharjem. Možnosti katoliškega vladarja je močno nasprotoval grof Shaftesburyjski (nekdanji član Cabala, ki je razpadel leta 1673). Moč lorda Shaftesburyja se je okrepila ko je predstavniški dom leta 1679 vpeljal listino izključevanja, katere cilj je bila izključitev vojvode Yorškega iz vrste nasledstva. Nekateri so celo želeli krono ponuditi vojvoda Monmouthskemu, najstarejšemu izmed Karlovih nezakonskih otrok. Zgražatelji - tisti, ki so bili nad listino zgroženi, so bili poimenovani torijci (po izrazu za razlaščene irske katoliške bandite), medtem ko se je peticijarjev, tistih, ki so podpirali peticijo v prid listini, prijel vzdevek vigovci (po izrazu za uporniške škotske prezbiterijance).

### Absolutizem
Ker se je Karel bal, da bo listina izključevanja sprejeta, in ker so ga motivirale nekatere oprostilne sodbe v nadaljevanih sojenjih zaradi zarote, ki so se mu zdele kot znak ugodnejšega javnega razpoloženja do katolicizma, je sredi leta 1679 drugič istega leta razpustil angleški parlament. Karlova upanja na bolj zmeren parlament se niso uresničila; v nekaj mesecih je parlament ponovno razpustil, potem ko je ta poskušal sprejeti listino izključevanja. Ko se je marca 1681 v Oxfordu sestal nov parlament, ga je Karel po le nekaj dneh razpustil še četrtič. V osemdesetih letih 17. stoletja pa je ljudska podpora listini izključevanja upadla in Karel je doživel porast zvestobe po vsej državi. Lord Shaftesbury je bil leta 1681 (sicer neuspešno) preganjan zaradi izdaje in je kasneje pobegnil na Nizozemsko, kjer je umrl. Do konca vladavine je Karel vladal brez parlamenta.
Karlovo nasprotovanje listini izključevanja je povzročilo negodovanje pri nekaterih protestantih. Protestantski zarotniki so oblikovali ryehousovko zaroto, načrt umora kralja in vojvode Yorškega, ko bi se vračala v London po konjskih dirkah v Newmarketu, vendar je Karlovo prenočišče v Newmarketu uničil velik požar, zaradi česar se je z dirk odpravil bolj zgodaj in nevede izognil načrtovanem napadu. Novica o spodleteli zaroti se je razkrila. Protestantski politiki, mdr. grof Essexski, Algernon Sydney, lord Russell in vojvoda Monmouthski so bili vpleteni v zaroto. Essex si je med ujetništvom v Londonskem Towerju prerezal vrat; Sydney in Russell sta bila po sicer šibkih dokazih veleizdaje usmrčena; vojvoda Monmouthski je odšel v izgnanstvo na dvor Viljema Oranskega. Lord Danby in drugi preživeli katoliški lordi, ki so bili zaprti v Towerju so bili izpuščeni, Karlov brat Jakob pa je na dvoru dobil večji vpliv. Titus Oates je bil obsojen in zaprt zaradi obrekovanja.
Tako se je v zadnjih letih Karlove vladavine njegov pristop do nasprotnikov spremenil in vigovci so ga primerjali s sodobnim francoskim kraljem Ludvikom XIV., čigar obliko vladanja so v tistih letih poimenovali "suženjstvo". Mnogi so bili preganjani in njihova posestva zasežena, Karel pa je po mili volji zamenjal sodnike in šerife ter sestavil porote, da bi dosegel obsodbo. Da bi razbil opozicijo v Londonu je Karel v občinskih volitvah leta 1682 mnogim vigovcem odvzel volilno pravico, leta 1683 pa je bila odvzeta Londonska listina. Z današnjega vidika je uporaba sodnega sistema s strani Karla (in kasneje njegovega brata in dediča Jakoba) kot orodja proti opoziciji pripomogla k uveljavitvi ideje o delitvi oblasti med sodstvom in krono v vigovskem mišljenju.

### Smrt
Karel je 2. februarja 1685 zjutraj utrpel nenadno apopleksijo ter štiri dni kasneje umrl v palači Whitehall ob 11.45 v starosti 54 let. Nenadnost bolezni in smrti je pri mnogih, tudi pri enem izmed kraljevih zdravnikov, povzročila sumničavost o zastrupitvi, vendar je modernejša medicinska analiza ugotovila, da so bili simptomi njegove končne bolezni podobni simptomom uremije, kliničnega sindroma, ki ga povzroči disfunkcija ledvic. Karel je imel laboratorij s katerim se je ukvarjal v prostem času, kjer je, pred boleznijo, eksperimentiral z živim srebrom. Zastrupitev z živim srebrom lahko ledvicam povzroči nepopravljivo škodo, vendar ni dokazano, da je to vzrok njegove smrti. V dneh med njegovim zlomom in smrtjo je Karel prenesel niz mučnih metod zdravljenja, med drugim puščanja krvi, purgativa in terapije s skodelicami upajoč, da si bo opomogel, kar je morda poslabšalo njegovo uremijo zaradi dehidracije, namesto da bi jo omililo.
Na smrtni postelji je Karel prosil svojega brata Jakoba, naj poskrbi za njegove ljubice: "bodi dober do Portsmouthove in ne pusti uboge Nelly stradati". Svojim dvorjanom je dejal; "Žal mi je, gospodje, da tako dolgo umiram", ter izrazil obžalovanje nad svojim obnašanjem do svoje žene. Na zadnji večer svojega življenja je bil sprejet v Katoliško cerkev v prisotnosti očeta John Huddleston, vendar ni jasno ali je bil pri polni zavesti, ali je bil resnično predan, ali čigava je bila ideja. "Brez kakršne koli pompoznosti" je bil 14. februarja pokopan v Westminstrski opatiji.
Karla je nasledil njegov brat Jakob II. in VII.

## Zapuščnina
Karlove eskapade po porazu v bitki pri Worcesterju so mu ostale pomembne vse življenje. Več let je z zgodbami o svojem pobegu navduševal in dolgočasil mnoge poslušalce. Številni zapisi o njegovih pustolovščinah so bili objavljeni, posebej takoj po obnovitvi. Čeprav ni bil proti temu, da bi njegov pobeg pripisali božji previdnosti, naj bi Karel sam najbolj užival v svoji sposobnosti, da je ohranil preobleko človeka običajnega porekla in se neprepoznan gibal po svojem kraljestvu. Ironično in cinično je Karel užival v zgodbah, ki so prikazovale neopazno naravo kakršne koli prirojene veličine, ki jo je imel.
Karel ni imel zakonskih otrok, priznal pa je mnogo otrok, ki jih je imel s številnimi ljubicami, med drugimi tudi pet otrok, ki jih je imel po Barbari Villiers, lady Castlemaine, za katero je bila ustanovljena Vojvodina Cleveland. Med ljubicami so bile tudi Moll Davis, Nell Gwyn, Elizabeth Killigrew, Catherine Pegge, Lucy Walter in Louise de Kérouaille, vojvodinja Portsmouthska. Posledično se ga je prijel vzdevek "Stari Rowley" po njegovem najljubšem dirkalnem konju, ki je bil opazen kot žrebec.
Karlovi podložniki so sovražili plačevanje davkov, ki so se porabili za njegove ljubice in otroke, od katerih so mnogi prejeli vojvodine ali grofije. Trenutni vojvode Buccleucha, Richmonda, Graftona in St Albansa po neprekinjeni moški liniji izvirajo iz Karla. Karel II. je prednik obeh žena Karla III., prve žene valižanske princese Diane, in druge žene kraljice žene Camille. Sin Karla III. in Diane, valižanski princ William bo verjetno prvi britanski vladar, ki je potomec Karla II.
Karlov najstarejši sin vojvoda Monmouthski je vodil upor proti Jakobu II., vendar je bil v bitki pri Sedgemoorju 6. julija 1685 ujet in usmrčen. Jakob je bil kljub temu odstavljen leta 1688 med slavno revolucijo.
Po besedah svojega sodobnika Johna Evelyna je bil "knez mnogih vrlin in mnogih velikih pomanjkljivosti, eleganten, lahko dostopen, ne krvav ali krut". John Wilmot, grof Rochesterski, je o Karlu pisal bolj opolzko:
Od vlačuge do vlačuge se kotali nemiren

veseli vladar, škandalozen in reven.
Oziravši nazaj so torijci obdobje Karlove vladavine označili kot čas dobrohotne monarhije, medtem ko so jo vigovci videli kot grozen despotizem. Profesor Ronald Hutton je opisal polarizirano zgodovinopisje:
V zadnjih sto letih so bile knjige o Karlu II. ostro razdeljene v dve kategoriji. Akademski zgodovinarji so se osredotočali predvsem na njegove dejavnosti kot državnika in poudarjali njegovo dvoličnost, razvajenost, slabo presojo in pomanjkanje sposobnosti za poslovanje ali za stabilno in zaupanja vredno vlado. Neakademski avtorji so se osredotočali predvsem na njegov družbeni in kulturni svet, poudarjali so njegov šarm, prijaznost, posvetnost in strpnost, zaradi česar je postal eden najbolj priljubljenih angleških monarhov v romanih, igrah in filmih.
Hutton trdi, da je bil Karel priljubljen kralj v svojem času in "legendarna figura" v britanski zgodovini.
Drugi kralji so vzbujali več spoštovanja, a morda se je le Henrik VIII. tako priljubil ljudski domišljiji kot ta. Bil je plejbojski monarh, poreden, a prijazen, junak vseh, ki so cenili uglajenost, strpnost, dober humor in iskanje užitka pred bolj resnimi, treznimi ali materialnimi vrlinami.
Dan obnovitve (hkrati tudi Karlov rojstni dan), 29. maj, je bil v Angliji vse do srede 19. stoletja priznan kot dan hrastove šiške, po kraljevem hrastu v katerega se je Karel skril med pobegom pred silami Oliverja Cromwella. Tradicionalna praznovanja so vključevala nošnjo hrastovih listov, vendar je ta tradicija izumrla. karel II. je široko predstavljen v umetnosti, literaturi in medijih. Po njem sta poimenovana Charleston v Južni Karolini ter South Kingdtown v Rhode Islandu. King Charles's Island (Otok kralja Karla) in Charles Island (Otok Karel) sta starejši imeni, obe Karlu na čast, otokov Floreane in Españole v Galapaškega arhipelaga.

## Nazivi, nagovor, časti in grb

### Nazivi in nagovor
Uradni naziv Karla II. je bil "Karel Drugi, po milosti Božji, kralj Anglije, Škotske, Francije and Irske, zaščitnik vere, itd." Francoska pretenzija je bila zgolj nominalna in so jo uporabljali vsi angleški vladarji začenši z Edvardom III., ne glede na dejansko količino francoskega ozemlja pod kraljevim nadzorom.

### Časti
- KG: Red podvezice, 21. maja 1638[4]

### Grb
Karlov grb valižanskega princa je bil kraljevi grb (katerega je kasneje podedoval), ki se je razlikoval po srebrni trojnem turnirskem ovratniku. Blazon njegovega vladarskega grba se je glasil: V prvem in četrtem modrem polju kvadriranega polja v četrtem in prvem polju kvadriranega ščita tri zlate lilije (Francija), v drugem in tretjem rdečem polju kvadriranega polja kvadriranega ščita trije korakajoči zlati leopardi (Anglija); v drugem zlatem polju kvadriranega ščita vzpenjajoč rdeč lev znotraj rdeče notranje cvetlične in nasprotne cvetlične dvojne obrobe (Škotska); v tretjem modrem polju zlata harfa s srebrnimi strunami (Irska).
| Karlov grb valižanskega princa | Grb kralja Karla II. (zunaj Škotske) | Grb kralja Karla II. v uporabi na Škotskem |

## Potomci
Po Lucy Walter (c. 1630 – 1658):
- James Crofts, later Scott (1649–1685), imenovan za vojvodo Monmouthskega (1663) v Angliji in vojvodo Buccleuchskega (1663) na Škotskem. Monmouth se je rodil komaj devet mesecev po prvem srečanju Walterjeve in Karla II. in ta ga je priznal za svojega sina medtem, ko je Jakob II. menil, da bi otrok utegnil biti sin drugega njenih ljubimcev, polkovnika Roberta Sidneya prej kot pa sin Karla. Lucy Walter je imela tudi hčer Mary Crofts, rojeno po Jamesu leta 1651, vendar Karel II. ni bil njen oče, saj se je njuna zveza končala septembra 1649.[4]

Po Elizabeth Killigrew (1622–1680), hčeri sira Roberta Killigrewa, ki se je leta 1660 poročila z Francisom Boylom, vikontom Shannonom:
- Charlotte Jemima Henrietta Maria FitzRoy (1650–1684), prvotno poročena z Jamesom Howardom in nato še z WIlliamom Pastonom, grofom Yarmouthskim

Po Catherine Pegge:
- Charles FitzCharles (1657–1680), znan kot "Don Carlo", imenovan za grofa Plymouthskega (1675)
- Catherine FitzCharles (rojena 1658; umrla je zelo mlada ali pa je postala nuna v Dunkerqu)[151]

Po Barbari Villiers (1641–1709), ženi Rogerju Palmerju, grofu Castlemaineškem, ter jure uxoris imenovani vojvodinji Clevelandski:
- Lady Anne Palmer (Fitzroy) (1661–1722), poročena z Thomasom Lennardom, grofom Susseškim. Morda gre za hčerko Rogerja Palmerja, vendar jo je Karel priznal.[152]
- Charles Fitzroy (1662–1730), imenovan za vojvodo Southamptonskega (1675), postal drugi vojvoda Clevelandski (1709)
- Henry Fitzroy (1663–1690), imenovan za Grofa Eustonskega (1672), vojvodo Graftonskega (1675)
- Charlotte Fitzroy (1664–1717), poročila Edwarda Leeja, vojvodo Lichfieldskega
- George Fitzroy (1665–1716), imenovan za grofa Northumberlandskega (1674), vojvodo Northumberlandskega (1678)
- (Barbara (Benedicta) Fitzroy (1672–1737) – morebiti je bila hči Johna Chruchilla, kasnejšega vojvode Marlboroughskega, ki je bil prav tako eden mnogih ljubimcev Clevelandove,[153] in je Karel ni nikoli priznal za lastno hčer.[154])

Po Nell Gwyn (1650–1687):
- Charles Beauclerk (1670–1726), imenovan za Vojvodo St Albanskega (1684)
- James, lord Beauclerk (1671–1680)

Po Louise Renée de Penancoet de Kérouaille (1649–1734), imenovana za jure uxoris vojvodinjo Postmouthsko (1673):
- Charles Lennox (1672–1723), imenovan za vojvodo Richmondskega (1675) v Angliji in vojvodo Lennoxskega (1675) na Škotskem.

Po Mary "Moll" Davis, kurtizani in ugledni igralki:
- Lady Mary Tudor (1673–1726), žena Edwarda Radclyffa, grofa Derwentwaterskega; po Edwardovi smrti se je poročila s Henryjem Grahamom Levenskim, po smrti katerega se je poročila z Jamesom Rookom.

Med drugimi morebitnimi ljubicami:
- Christabella Wyndham[157]
- Hortense Mancini, vojvodina Mazarinska[158]
- Winifred Wells – ena izmed služabnic kraljice Katarine[159]
- Jane Roberts – hči duhovnika[159]
- Mrs Knight – slavna pevka[160]
- Elizabeth, grofica Falmouthska – vdova Charlesa Berkeleya, grofa Falmouthskega[159][161]
- Elizabeth Fitzgerald, grofica Kildarska[159]

Pisma, ki trdijo, da je Marguerite ali Margaret de Carteret leta 1646 Karlu rodila sina imenovanega James de la Cloche so zgodovinarji označili za ponaredke.

## Nadaljno branje
- Edie, Carolyn (1965). »Succession and Monarchy: The Controversy of 1679–1681«. American Historical Review. 70 (2): 350–370. doi:10.2307/1845634. JSTOR 1845634.
- Hanrahan, David C. (2006). Charles II and the Duke of Buckingham: The Merry Monarch and the Aristocratic Rogue. Stroud: Sutton. ISBN 0-7509-3916-8.
- Harris, Tim (2005). Restoration: Charles II and His Kingdoms, 1660–1685. London: Allen Lane. ISBN 0-7139-9191-7.
- Keay, Anna (2008). The Magnificent Monarch: Charles II and the Ceremonies of Power. London: Hambledon Continuum. ISBN 978-1-84725-225-8.
- Kenyon, J. P. (1957). »Review Article: The Reign of Charles II«. Cambridge Historical Journal. XIII: 82–86. doi:10.1017/S1474691300000068.
- Miller, John (1985). Restoration England: The Reign of Charles II. London: Longman. ISBN 0-582-35396-3.
- Ogg, David (1934). England in the Reign of Charles II. Oxford University Press.
  - —— (1955). England in the Reigns of James II and William III. Oxford University Press.
- Ollard, Richard (1966). The Escape of Charles II After the Battle of Worcester. London: Hodder & Stoughton.
  - —— (1979). The Image of the King: Charles I and Charles II. London: Hodder & Stoughton.
- Pepys, Samuel (1956). King Charles Preserved: An Account of his Escape after the Battle of Worcester dictated by the King Himself to Samuel Pepys. Emmaus, Pennsylvania: The Rodale Press.. Dictated in 1680.
- Wilson, Derek (2003). All The King's Women: Love, Sex and Politics in the Life of Charles II. London: Hutchinson. ISBN 0-09-179379-3.
- Yorke, Philip Chesney (1911). »Charles II.« .  V Chisholm, Hugh (ur.). Enciklopedija Britannica (v angleščini). Zv. 5 (11. izd.). Cambridge University Press. str. 912–916.